# Claire Trevor
Claire Trevor, pseudonimo di Claire Wemlinger (New York, 8 marzo 1910 – Newport Beach, 8 aprile 2000), è stata un'attrice statunitense.
Fu soprannominata "La regina del film noir" per aver interpretato molte volte la parte di "cattiva ragazza" in film noir o thriller.

## Biografia
Figlia unica, Claire Trevor nacque a New York da una famiglia di origini tedesche, irlandesi e francesi.

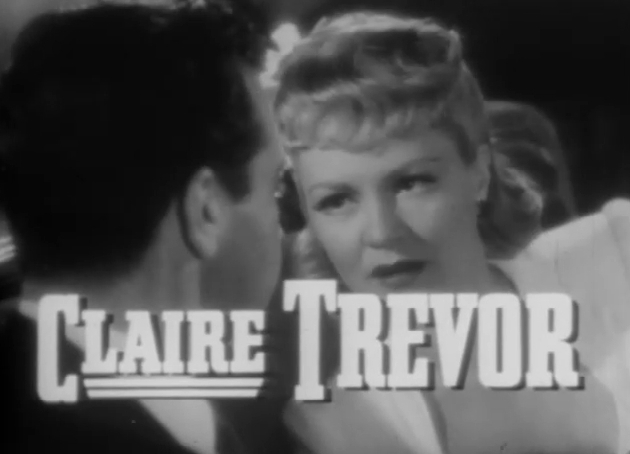
Claire Trevor nel trailer de L'ombra del passato (1944)

Iniziò a recitare dopo aver frequentato la Columbia University e aver studiato recitazione all'Accademia Americana di Arti Drammatiche. Dopo aver lavorato a Broadway, esordì nel cinema recitando in alcuni cortometraggi girati a Brooklyn con il sistema Vitaphone, dopodiché si trasferì a Hollywood, dove esordì nel western Life in the Raw (1933).
Tra il 1933 e il 1938, Claire Trevor apparve in 29 film, il più importante dei quali fu il dramma sociale Strada sbarrata (1937) di William Wyler, a fianco di Humphrey Bogart, dove interpretò il ruolo di Francie, l'ex-fidanzata di un gangster divenuta una prostituta malata di sifilide. Per questo film, la Trevor ottenne una candidatura all'Oscar alla miglior attrice non protagonista, in una delle più brevi performance mai candidate al premio: l'attrice comparve nella pellicola per soli 4 minuti.
Nel 1939 si fece notare nel western Ombre rosse di John Ford, a fianco di John Wayne, nel ruolo della prostituta Dallas, che viene cacciata dai cittadini benpensanti e si unisce ai passeggeri di una diligenza, rivelando un'anima nobile e un cuore tenero dietro le maniere rudi.
Durante la sua carriera, che conta oltre 60 titoli, Claire Trevor interpretò molto spesso ruoli di aristocratiche decadute o donne di malaffare, e in genere di femme fatale in film come L'ombra del passato (1944) di Edward Dmytryk, a fianco di Dick Powell, e Perfido inganno (1947) di Robert Wise, accanto a Lawrence Tierney, riconosciuti tra i film più importanti della carriera dell'attrice. Nel 1949 vinse l'Oscar alla miglior attrice non protagonista per la sua interpretazione della tormentata Gaye Dawn, l'amante alcolizzata di uno spietato gangster (Edward G. Robinson), nel film L'isola di corallo (1948) di John Huston, di nuovo a fianco di Humphrey Bogart.
Claire Trevor tornò a lavorare con John Wayne nel film Prigionieri del cielo (1954) di William A. Wellman; la sua interpretazione della frivola May Holst le fece ottenere la sua terza e ultima candidatura all'Oscar alla miglior attrice non protagonista. Nel 1955 affiancò Kirk Douglas in L'uomo senza paura di King Vidor. Negli anni successivi partecipò, con ruoli da caratterista, a film di diverso genere, come La montagna (1956) di Edward Dmytryk, Due settimane in un'altra città (1962) di Vincente Minnelli, ove ritrovò Kirk Douglas, Donna d'estate (1963) di Franklin J. Schaffner e Come uccidere vostra moglie (1965) di Richard Quine. La sua ultima apparizione sul grande schermo risale al 1982 nel film C'è un fantasma tra noi due di Robert Mulligan.
Recitò in produzioni televisive fino al 1987 e presenziò alla cerimonia di consegna dei Premi Oscar 1998.

## Vita privata
Claire Trevor si sposò tre volte: prima con lo sceneggiatore Clark Andrews (1938-1942), poi con il soldato Cylos William Dunsmoore (1943-1947), da cui ebbe un figlio, Charles, e infine con il produttore Milton Bren nel 1948. Il figlio Charles morì nel 1978 in un incidente aereo a San Diego, mentre l'anno successivo Bren morì di tumore al cervello.
Claire Trevor morì l'8 aprile 2000 per un'insufficienza respiratoria, all'età di 90 anni.
Ha una stella sulla Hollywood Walk of Fame.

## Riconoscimenti
- Premio Oscar

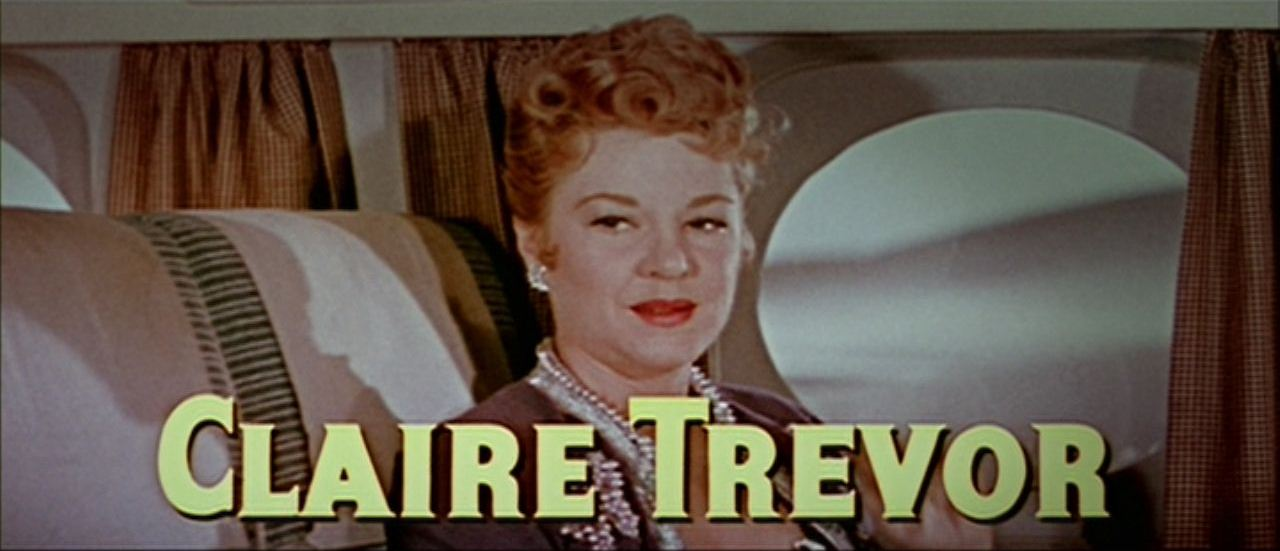
Claire Trevor nel trailer di Prigionieri del cielo del 1954.

  - 1938 – Candidatura alla miglior attrice non protagonista per Strada sbarrata
  - 1949 – Miglior attrice non protagonista per L'isola di corallo
  - 1955 – Candidatura alla miglior attrice non protagonista per Prigionieri del cielo

## Filmografia

### Cinema
- Life in the Raw, regia di Louis King (1933)
- The Last Trail, regia di James Tinling (1933)
- The Mad Game, regia di Irving Cummings (1933)
- Jimmy and Sally, regia di James Tinling (1933)
- Hold That Girl, regia di Hamilton MacFadden (1934)
- Oro maledetto (Wild Gold), regia di George Marshall (1934)
- Piccola stella (Baby Take a Bow), regia di Harry Lachman (1934)
- Elinor Norton, regia di Hamilton MacFadden (1934)
- Black Sheep, regia di Allan Dwan (1935)
- Spring Tonic, regia di Clyde Bruckman (1935)
- La nave di Satana (Dante's Inferno), regia di Harry Lachman (1935)
- Navy Wife, regia di Allan Dwan (1935)
- My Marriage, regia di George Archainbaud (1936)
- Song and Dance Man, regia di Allan Dwan (1936)
- Human Cargo, regia di Allan Dwan (1936)
- La moglie riconquistata (To Mary - with Love), regia di John Cromwell (1936)
- Star for a Night, regia di Lewis Seiler (1936)
- L'ultima partita (Fifteen Maiden Lane), regia di Allan Dwan (1936)
- Career Woman, regia di Lewis Seiler (1936)
- Time Out for Romance, regia di Malcolm St. Clair (1937)
- King of Gamblers, regia di Robert Florey (1937)
- One Mile from Heaven, regia di Allan Dwan (1937)
- Strada sbarrata (Dead End), regia di William Wyler (1937)
- Mia moglie cerca marito (Second Honeymoon), regia di Walter Lang (1937)
- Sotto la maschera (Big Town Girl), regia di Alfred L. Werker (1937)
- Walking Down Broadway, regia di Norman Foster (1938)
- Il sapore del delitto (The Amazing Dr. Clitterhouse), regia di Anatole Litvak (1938)
- La valle dei giganti (Valley of the Giants), regia di William Keighley (1938)
- Five of a Kind, regia di Herbert I. Leeds (1938)
- Ombre rosse (Stagecoach), regia di John Ford (1939)
- Sono colpevole (I Stole a Million), regia di Frank Tuttle (1939)
- Il primo ribelle (Allegheny Uprising), regia di William A. Seiter (1939)
- La belva umana o Il generale Quantrill (Dark Command), regia di Raoul Walsh (1940)
- Se mi vuoi sposami (Honky Tonk), regia di Jack Conway (1941)
- I due del Texas (Texas), regia di George Marshall (1941)
- Martin Eden (The Adventures of Martin Eden), regia di Sidney Salkow (1942)
- La banda Pelletier (Crossroads), regia di Jack Conway (1942)
- Street of Chance, regia di Jack Hively (1942)
- Desperados (The Desperadoes), regia di Charles Vidor (1943)
- Good Luck, Mr. Yates, regia di Ray Enright (1943)
- La donna della città (The Woman of the Town), regia di George Archainbaud (1943)
- L'ombra del passato (Murder, My Sweet), regia di Edward Dmytryk (1944)
- Onde insanguinate (Johnny English), regia di Edwin L. Marin (1945)
- Le figlie dello scapolo (The Bachelor's Daughters), regia di Andrew L. Stone (1946)
- La banda dei falsificatori (Crack-Up), regia di Irving Reis (1946)
- Perfido inganno (Born to Kill), regia di Robert Wise (1947)
- Schiavo della furia (Raw Deal), regia di Anthony Mann (1948)
- Valeria l'amante che uccise (The Velvet Touch), regia di Jack Gage (1948)
- L'isola di corallo (Key Largo), regia di John Huston (1948)
- L'ultima sfida (The Babe Ruth Story), regia di Roy Del Ruth (1948)
- La donna ombra (The Lucky Stiff), regia di Lewis R. Foster (1949)
- Guerra di sessi (Borderline), regia di William A. Seiter (1950)
- Hard, Fast and Beautiful, regia di Ida Lupino (1951)
- Il magnifico fuorilegge (Best of the Badmen), regia di William D. Russell (1951)
- L'impero dei gangster (Hoodlum Empire), regia di Joseph Kane (1952)
- Il mio uomo (My Man and I), regia di William A. Wellman (1952)
- Quattro morti irrequieti (Stop, You're Killing Me), regia di Roy Del Ruth (1952)
- Lo straniero ha sempre una pistola (The Stranger Wore a Gun), regia di André De Toth (1953)
- Prigionieri del cielo (The High and the Mighty), regia di William A. Wellman (1954)
- L'uomo senza paura (Man Without a Star), regia di King Vidor (1955)
- Lucy Gallant, regia di Robert Parrish (1955)
- La montagna (The Mountain), regia di Edward Dmytryk (1956)
- Vertigine (Marjorie Morningstar), regia di Irving Rapper (1958)
- Due settimane in un'altra città (Two Weeks in Another Town), regia di Vincente Minnelli (1962)
- Donna d'estate (The Stripper), regia di Franklin J. Schaffner (1963)
- Come uccidere vostra moglie (How to Murder Your Wife), regia di Richard Quine (1965)
- Intrigo a Cape Town (The Cape Town Affair), regia di Robert D. Webb (1967)
- C'è un fantasma tra noi due (Kiss me Goodbye), regia di Robert Mulligan (1982)

### Televisione
- General Electric Theater – serie TV, episodio 2x15 (1954)
- Stage 7 – serie TV, episodio 1x15 (1955)
- Climax! – serie TV, episodio 2x16 (1956)
- Alfred Hitchcock presenta (Alfred Hitchcock Presents) – serie TV, episodi 1x21- 6x16 (1956-1961)
- Westinghouse Desilu Playhouse – serie TV, episodio 1x11 (1959)
- The Investigators – serie TV, episodio 1x03 (1961)
- La signora in giallo (Murder, She Wrote) – serie TV, episodio 4x03 (1987)

### Cortometraggi
- The Meal Ticket, regia di Roy Mack (1931)

## Doppiatrici italiane
Claire Trevor è stata doppiata da:
- Lydia Simoneschi in Sono colpevole, Desperados (ridoppiaggio), Schiavo della furia, Vertigine
- Tina Lattanzi in Ombre rosse (ridoppiaggio)[3], Lucy Gallant
- Giovanna Scotto in Martin Eden, Il mio uomo
- Rina Morelli ne L'impero dei gangster, L'uomo senza paura
- Franca Dominici ne Lo straniero ha sempre una pistola, Prigionieri del cielo
- Dhia Cristiani ne La montagna, Due settimane in un'altra città
- Nella Maria Bonora in Strada sbarrata
- Adriana Parrella ne Il primo ribelle
- Rosetta Calavetta ne La belva umana
- Marcella Rovena ne L'isola di corallo
- Andreina Pagnani in Come uccidere vostra moglie
- Ada Maria Serra Zanetti in L'ombra del passato (ridoppiaggio)